# イザベラ・オブ・フランス
イザベラ・オブ・フランス（英語: Isabella of France, フランス語: Isabelle de France イザベル・ドゥ・フランス, 1295年頃 - 1358年8月22日）は、フランス王フィリップ4世の王女でイングランド王エドワード2世の王妃。
その美貌は「ヨーロッパ随一」と謳われ、広くヨーロッパの各宮廷で「佳人イザベラ」と称されていた。
1308年、13歳程の頃にエドワード2世と結婚したが、1324年にサン＝サルド戦争で英仏が開戦したために所領を没収され、エドワード2世やその近臣ディスペンサー父子と対立を深めた。1326年に愛人の貴族ロジャー・モーティマーと共にクーデタを起こしてエドワード2世やディスペンサー父子を排除した。15歳の息子エドワード3世を即位させて摂政としてイングランドの国政の実権を握ったが、1330年に成長したエドワード3世が親政の開始を狙って起こしたクーデタにより失脚した。
その所業から"She-Wolf of France"「フランスの雌狼」と呼ばれ恐れられた。

## 生涯

### 生い立ち
フランス王フィリップ4世と王妃でナバラ女王のジャンヌ・ド・ナヴァールの間に第4子として生まれた。長兄はフランス王ルイ10世、次兄はフィリップ5世、三兄はシャルル4世。叔母のマーガレット・オブ・フランスはイングランド王エドワード1世の2度目の王妃である。

### エドワード2世と結婚
イザベラは4歳で皇太子エドワード（後のエドワード2世）と婚約し、1308年1月28日、ブローニュ＝シュル＝メールで成婚した。フランス王フィリップ4世（新婦の父）、ナバラ王ルイス1世（新婦の兄ルイ皇太子、後のルイ10世）、カスティーリャ王フェルナンド4世の3組の国王夫妻が列席し、祝典と行事は2週間にも及んだという。
新婚早々、イザベラは夫の寵臣でガスコーニュ南部出身のコーンウォール伯ピアーズ・ギャヴィストンと対立した。王は寵臣と共に彼女に数々の嫌がらせを行うようになったため、王妃は反ギャヴィストンの旗印になっていった。反ギャヴィストン派の貴族達は宮廷からの追放や左遷を画策した。彼らの圧力によりギャヴィストンは2度追放されたが、国王と諸侯の間で交わされた政治的な取引や国王の許しによって帰国し追放を取り消された。しかし、反ギャヴェストンの諸侯によって誘拐され殺害された。
ギャヴィストンが死んだ後、エドワード2世はウィンチェスター伯ヒュー・ル・ディスペンサー父子を重用したが、彼らは王を後ろ盾に勢力を拡大したため、王権からの自立と自力救済を慣習とするウェールズ辺境諸侯は、宮廷派、実務派を問わずの反感を強めていった。
イザベラもエドワード2世のディスペンサー父子重用のために自分がないがしろにされていると感じるようになり、ディスペンサー追放を求める人々に対して好意を示すようになった。
イングランドにおいてイザベラは年間1万ポンド以上の収入を持ち、どの伯爵とも肩を並べられる存在であり、独自の豪勢な家政組織を有していた。ところがガスコーニュで百年戦争の前振れのサン＝サルド戦争が発生したことで、1324年9月にはフランス人の王妃の所領がフランス軍の橋頭堡にされる恐れがあるとしてイザベラの所領が没収されるに至った。これは彼女の家政組織の存続を危うくするものであり、これによってイザベラは真っ向からエドワード2世とディスペンサー父子と敵対する立場に身を置くことになった。

### イザベラのクーデタ

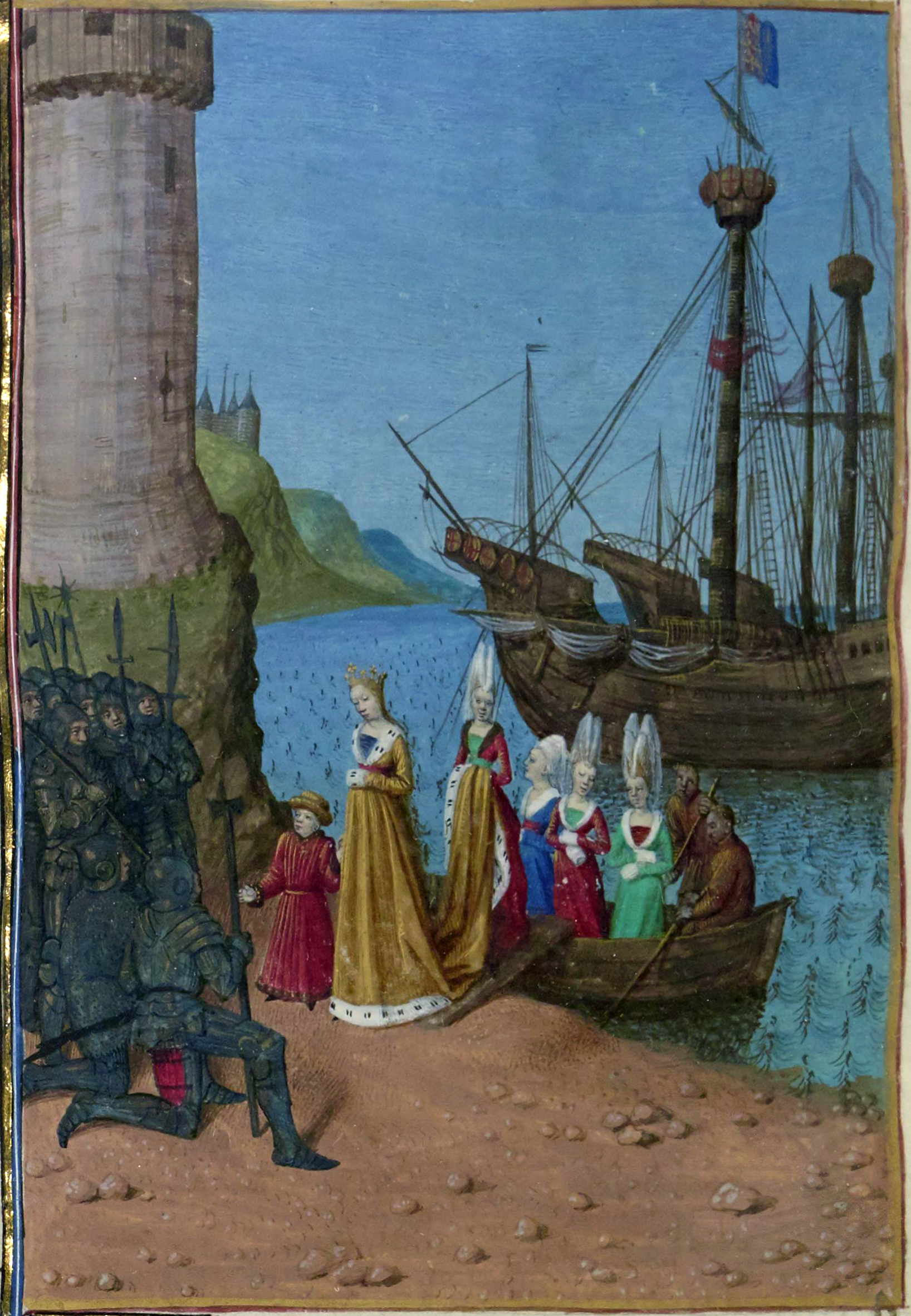
息子エドワード3世とイングランドへ戻るイザベラ（ジャン・フケ作）

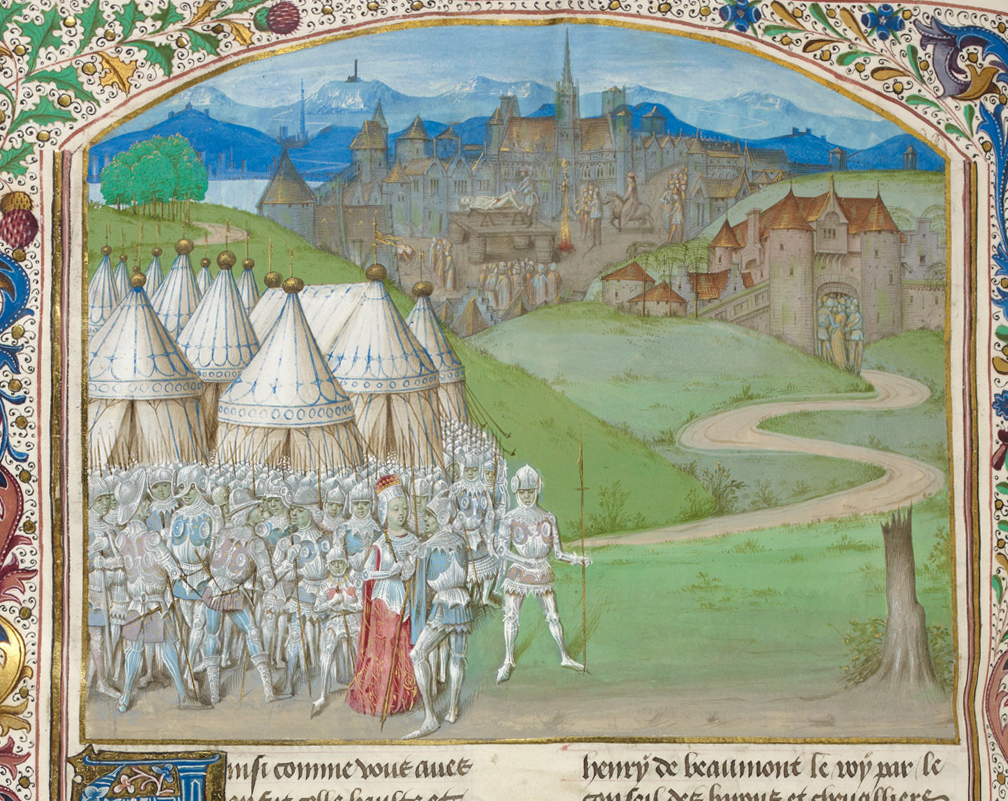
イザベラとロジャー・モーティマーを描いた絵画

1325年、兄のフランス王シャルル4世にエドワード2世に代わって臣従の礼をとるため、皇太子エドワード（後のエドワード3世）とともに渡仏した。イザベラはフランスに亡命していた第3代モーティマー男爵ロジャー・モーティマーと愛人関係になり、ディスペンサー親子に追放されてフランスに逃れていた諸侯達と王権の転覆策を練った。エドワード2世に帰国を拒否する手紙を書くと、フランドルのエノー伯ギヨーム1世の元を訪れ、ギヨーム1世の娘フィリッパを皇太子妃とすること認める代わりにイングランド遠征の援助を獲得した。
1326年9月24日、約700人から成る反乱軍は東部サフォークへ上陸した。彼らはイングランド各地で歓迎され、反乱軍は約1か月で国内を制圧した。国王と宮廷派の主要人物は逮捕され、エドワード2世はランカスター伯ヘンリーへ身柄を預けられたが、他はディスペンサーの息子を除きその場で斬殺された（ディスペンサーの息子も裁判の末に処刑）。
翌1327年1月、王の召還を経ず、出席もしない議会でエドワード2世の廃位が議決され、皇太子エドワードが後継者に選ばれた。一種の民衆集会による廃位の手続きが取られたことは王国の諸身分の代表を通じて表明される国民の総意は王位すら左右できることの前例となった点でイギリス立憲主義に大きな意義があった。
皇太子は当時15歳だったが、即位の経緯に危うさを感じ、父から正式な譲位がなければ王位継承はしないと返答し、そのため議会は1月20日にエドワード2世から譲位の文書を取り、それを確認した後にエドワード3世として即位した。
またエドワード2世を救出する企図が二度あったため、その生存を危険視したイザベラの示唆によりエドワード2世は獄中で秘密裏に殺害された。

### 国政主導
議会はランカスター伯を国王警護役に指名したが、実権はイザベラとその愛人ロジャー・モーティマーが握った。1328年1月にヨーク・ミンスターで挙行されたエドワード3世とフィリッパの結婚式もイザベラが取り仕切った。
スコットランド王ロバート1世は少年王の即位を好機とみてイングランド北部への侵攻を開始した。軍資金の確保に苦しむイザベラとモーティマーは、戦争継続は不可能と判断してロバート1世に講和を懇願し、エディンバラ＝ノーサンプトン条約を締結した。これによりイングランドはスコットランドが独立国であることとロバート1世がスコットランド王であることを承認した。さらにエドワード3世の妹ジョーンとロバート1世の長男デイヴィッド(のちのデイヴィッド2世)の結婚が取り決められた。しかしこの講和は国内的な合意を得ないまま進められた物であったため、「屈辱外交」として国内の強い反発を招いた。
イザベラの愛人であるモーティマーはイザベラの寵愛を盾にウェールズや辺境地域で巨大な勢力を築き、1328年10月の議会でウェールズ辺境伯(マーチ伯)の称号を受けた。モーティマーの急速な昇進はランカスター伯、初代ノーフォーク伯トマス・オブ・ブラザートン(エドワード1世と後妻マーガレットの間の長男)、初代ケント伯エドマンド・オブ・ウッドストック(同次男)ら王族に連なる諸侯の反発を招き、イザベラやモーティマーら宮廷派と、ランカスター伯らランカスター派の対立が顕在化した。
やがてランカスター派は宮廷派に抑え込まれ、1330年春の議会ではケント伯が反逆罪で公開裁判にかけられた末に処刑された。しかしこの時18歳になっていたエドワード3世は、母とモーティマーの独断でのケント伯処刑に憤慨していた。

### エドワード3世のクーデタ

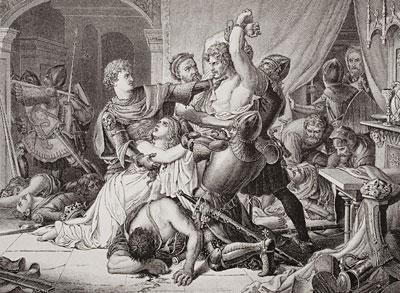
マーチ伯ロジャー・モーティマーを逮捕するエドワード3世とそれを制止しようとするイザベラを描いた絵画

エドワード3世は成年に近づくにつれて母とモーティマーによる国政壟断に不満を抱くようになり、親政を開始する機会を探るようになった。そして1330年10月にノッティンガムで諸侯の会議が行われている最中にモーティマーをクーデタ的に逮捕、モーティマーは11月末に召集した議会において絞首刑が宣告されて処刑された。イザベラは見逃されるも政治から引退することとなった。

### 失脚後の晩年

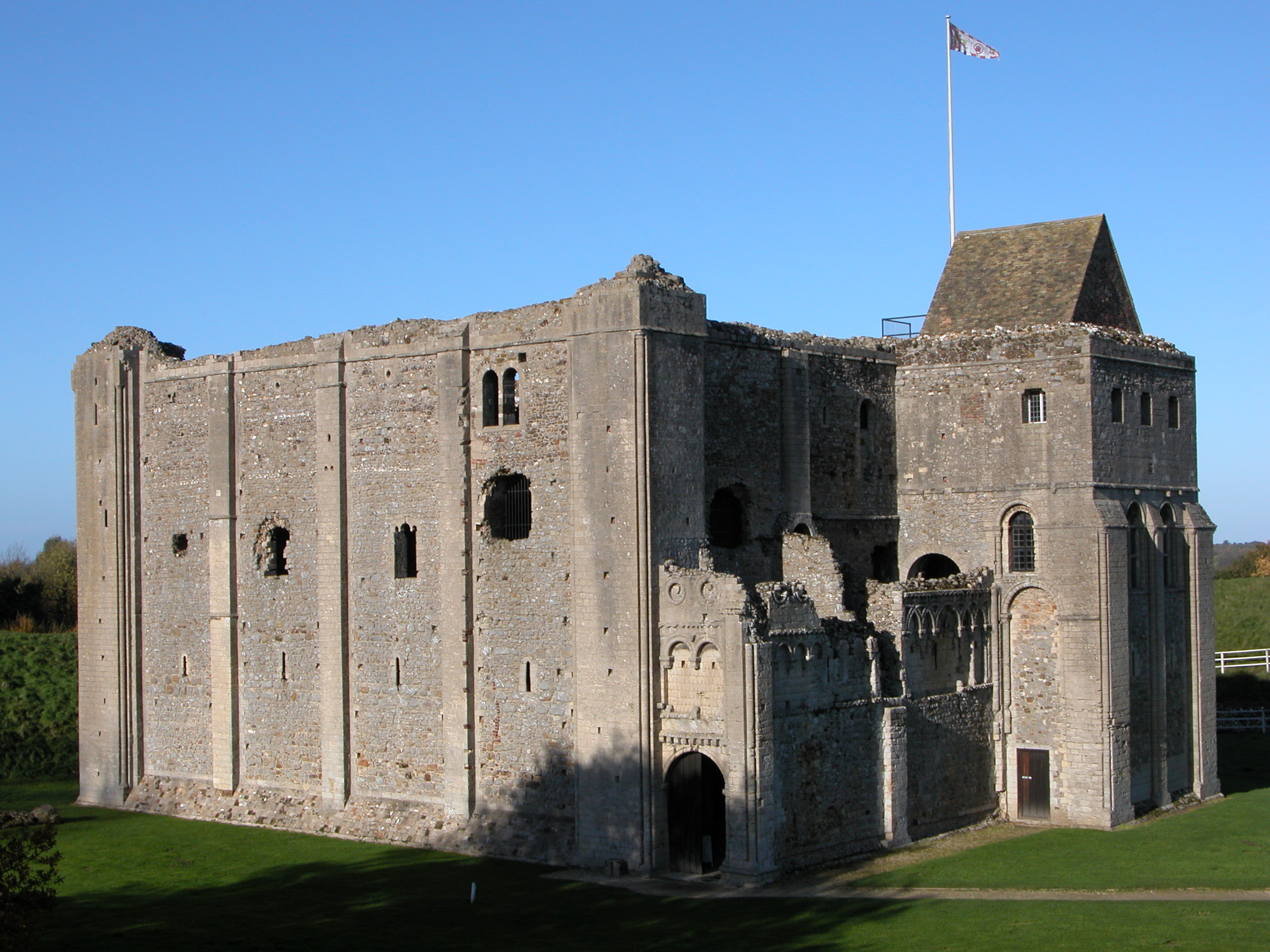
1327年にイザベラが購入したライジング城

失脚直後の頃はバーカムステッド城やウィンザー城で幽閉されていたが、1332年に解放されてイザベラ所有のノーフォーク・ライジング城を生活の本拠とするようになった。ヴィクトリア朝の歴史家アグネス・ストリックランドによるとこの頃の彼女は時々狂気になったといい、恋人モーティマーの死で神経衰弱していたのではと推測している。
イザベラの所領の多くは没収されたものの、3000ポンドの年金を支給されたため、失脚後も裕福な生活を送った。さらに1337年には年金が4000ポンドに増加された。吟遊詩人や狩猟家、馬丁などを召し抱え、様々な高級品を収集していた。エドワード3世やその息子たちもしばしば彼女のもとを訪れている。またイングランド各地を旅行した。1342年にはフランスとの和平交渉のためにパリを旅行する計画があったが、これは実現しなかった。
彼女はアーサー王の伝説と宝石に関心を持ち続け、 1358年の聖ジョージの日のウィンザーでの祝賀会に300のルビーと1800のパールを使ったシルクのドレスと金のサークレットを付けて出席している。また晩年には占星術や幾何学に関心を寄せていたようである
1358年8月22日にハートフォード城で死去し、遺言でモーティマーの眠るグレイフライアーズ教会へ埋葬された。ライジング城を含む遺産はお気に入りの孫だったエドワード黒太子に遺贈している

## 子女
エドワード2世との間に4人の子女をもうけた。
- エドワード3世（1312年 - 1377年） - イングランド王
- ジョン（英語版）（1316年 - 1336年） - コーンウォール伯爵
- エリナー（1318年 - 1355年） - 1332年、ゲルデルン公ライナルト2世（ドイツ語版）と結婚
- ジョーン（1321年 - 1362年） - 1328年、スコットランド王デイヴィッド2世と結婚

## イザベラが登場する作品
- エドワードII (1991年・映画)  - 演：ティルダ・スウィントン
- ブレイブハート (1995年・映画)  - 演：ソフィー・マルソー
- ナイトフォール -悲運の騎士団 (2017-2019年・TVシリーズ)  - 演：サブリナ・バートレット